# Carmen Baroja
Carmen Baroja Nessi (1883, Pamplona – 4 de junho de 1950, Madrid) foi uma escritora e etnóloga espanhola que escreveu sob o pseudônimo de Vera Alzate . Era irmã dos escritores Ricardo Baroja e Pío Baroja, e mãe do antropólogo Julio Caro Baroja e do diretor de cinema Pío Caro Baroja .

## Biografia
Carmen Baroja era a filha mais nova de Serafin Baroja, escritor e poeta basco, que trabalhava como engenheiro de minas, e Carmen Nessi y Goñia, de ascendência basca e italiana . Na época de seu nascimento, seu pai estava editando Bai, Juana, Bai, primeiro jornal bilíngue ( basco - castelhano ) a ser publicado em Pamplona. 
Após o encerramento do jornal (depois de seis edições), seu pai voltou a exercer a profissão de engenheiro de minas, quando se mudou com a família para Burjassot, perto de Valência, Zestoa em Guipúscoa e  San Sebastián .
Em 1894, a família mudou-se para Madri para ajudar a tia, Juana Nessi, em sua padaria, Viena Capellanes, após a morte de seu marido Matías Lacasa. A educação inicial de Carmen se deu em escolas católicas para meninas, com aulas particulares de francês e música. 
Graças ao amor de seu pai pelo teatro e pela música, ela assistia regularmente a concertos e produções teatrais. Nessa época, seus dois irmãos ganhavam destaque no cenário cultural, sendo Ricardo reconhecido como pintor, e Pío tendo suas primeiras obras literárias publicadas. Através deles, ela entrou em contato com artistas, escritores e intelectuais que estavam moldando um novo mundo cultural para Espanha. 
Em 1902, a escritora contraiu febre tifóide e seu irmão Pío recomendou que ela fosse ao Mosteiro de El Paular na Serra de Guadarrama . Depois de se recuperar completamente, regressou a Madrid e, apesar da oposição da mãe, começou a trabalhar com metais e esmaltes. Em 1906,  foi para Londres e Paris com Pío e estudou arte na residência estudantil de Jacqueline Paulhan, cujo marido era o aviador Louis Paulhan . Quando regressou a Madrid, dedicou-se inteiramente ao seu trabalho como ourives, criando joias e estabelecendo sua reputação.

## Clube Feminino Lyceum
Em 1913 casou-se com Rafael Caro Raggio, um editor com quem compartilhava interesses artísticos e intelectuais. Em 14 de novembro de 1914, nasce seu primeiro filho Julio, seguido por Ricardo, Baroja e Pío. Nos anos seguintes, concentrou-se em seus deveres como esposa e mãe. Em 1917, seu marido, Rafael, inaugurou a editora Editorial Caro Raggio, que se tornou um próspero negócio em três anos. 
Em 1926, Baroja retomou sua vida pública ao participar da criação do Clube Feminino Lyceum, uma associação cultural feminista que buscava defender a igualdade social e moral das mulheres, além da plena integração no campo da educação e no mercado de trabalho. O Clube era composto por artistas, médicas, advogadas, políticas, cientistas e escritoras, seus membros incluíam Clara Campoamor, Zenobia Camprubí, Elena Fortún, Victoria Kent, María Teresa León, Maria de Maeztu Whitney, Concha Méndez, Margarita Nelken e Isabel Oyarzábal Smith . 
Embora suas palestras e falas fossem acessíveis apenas por convite, o Clube Lyceum era percebido como uma ameaça à sociedade burguesa decorosa, por desafiar as fronteiras de gênero da atividade cultural. A reação da elite literária de Madrid foi variada; enquanto escritores como Federico García Lorca, Rafael Alberti e Miguel de Unamuno apresentaram palestras no Lyceum, outros foram menos favoráveis, notavelmente Jacinto Benavente, cuja descrição das participantes do Lyceum, como '"tontas y locas"' (bobas e loucas), tornou-se famosa. 
Entre suas reformas legais bem-sucedidas está a mudança do Código Civil 57, que dizia, "o marido deve proteger sua esposa e ela deve obedecê-lo" para "o marido e a mulher devem  proteger e considerar um ao outro mutuamente" e a eliminação do Código Penal 438, no qual se dizia que, "o marido que matar sua esposa ou amante adúltera será punido com o banimento". 

## Guerra Civil Espanhola
O início precoce da Guerra Civil Espanhola pegou a todos de surpresa.  Carmen vivia com os filhos em Vera de Bidasoa enquanto seu marido residia em Madrid, trabalhando na editora. A editora de seu marido foi destruída durante um bombardeio, e ele precisou retornar ao seu antigo emprego nos correios. Rafael morreu em 1943, como um homem falido.

## Pós-guerra
Após a guerra,  a Falange  apropriou-se do prédio que abrigava o Clube Lyceum, queimando seus registros,  e desfazendo o grupo, com a maioria dos membros indo para o exterior ou para o exílio. Durante o período da guerra, entretanto, o prédio foi deixado intacto. 
Em 1947, Baroja comprou uma casa em um  olival de 57 acres (23 ha) em Tendilla conhecido como El Parador del Tío Ruperto na província de Guadalajara . Ela estava entusiasmada com sua casa, a terra e apreciava os prazeres simples como sentar-se sob as nogueiras em uma tarde tranquila.  Depois de alguns anos, ela começou a adoecer e, depois de duas cirurgias, Carmen Baroja morreu de câncer colorretal em 4 de junho de 1950. De seus quatro filhos, apenas Julio e seu caçula, Pío, sobreviveram. Seus outros dois filhos, Ricardo e Baroja, morreram. Seu manuscrito, Recuerdo de una mujer de la generación del 98 (Memórias de uma mulher da geração de 98), uma autobiografia sobre a vida de homens e mulheres que ela conheceu, foi editado por Amparo Hurtado Díaz e publicado pela primeira vez em dezembro de 1998, pondo fim ao silêncio e quase invisibilidade de uma mulher inteligente e talentosa. 
Uma rua em Pamplona leva seu nome, a Calle Carmen Baroja Nessi.

## Obras
- El encaje en España (1933);
- Martinito, el de la casa grande (1942);
- Joyas populares e amuletos mágicos (1945);
- Tres Barojas: poemas (1995);
- Recuerdo de una mujer de la generación del 98, (1998).